# Sigma caron
Cette page contient des caractères spéciaux ou non latins. S’ils s’affichent mal (▯, ?, etc.), consultez la page d’aide Unicode.
 (septembre 2023).
Le sigma caron, σ̌, est une lettre grecque additionnelle utilisée dans l’écriture du grec pontique ou du tsakonien par certains auteurs.

## Utilisation
Thanasis Costakis et d’autres auteurs utilisent le sigma caron ‹ σ̌ › en tsakonien pour transcrire une consonne fricative palato-alvéolaire sourde [ʃ], par exemple dans ‹ σ̌ούκ̔ο › [ˈʃukʰo] « nez » ou ‹ σ̌ομό › [ ʃoˈmo] « chaud » ou par extension « repas chaud ».
Le sigma caron ‹ σ̌ › a été utilisé dans l’écriture de l’aroumain, notamment dans le dictionnaire étymologie aroumain de Constantinos Nikolaïdes publié en 1909.